# شورای جنگ

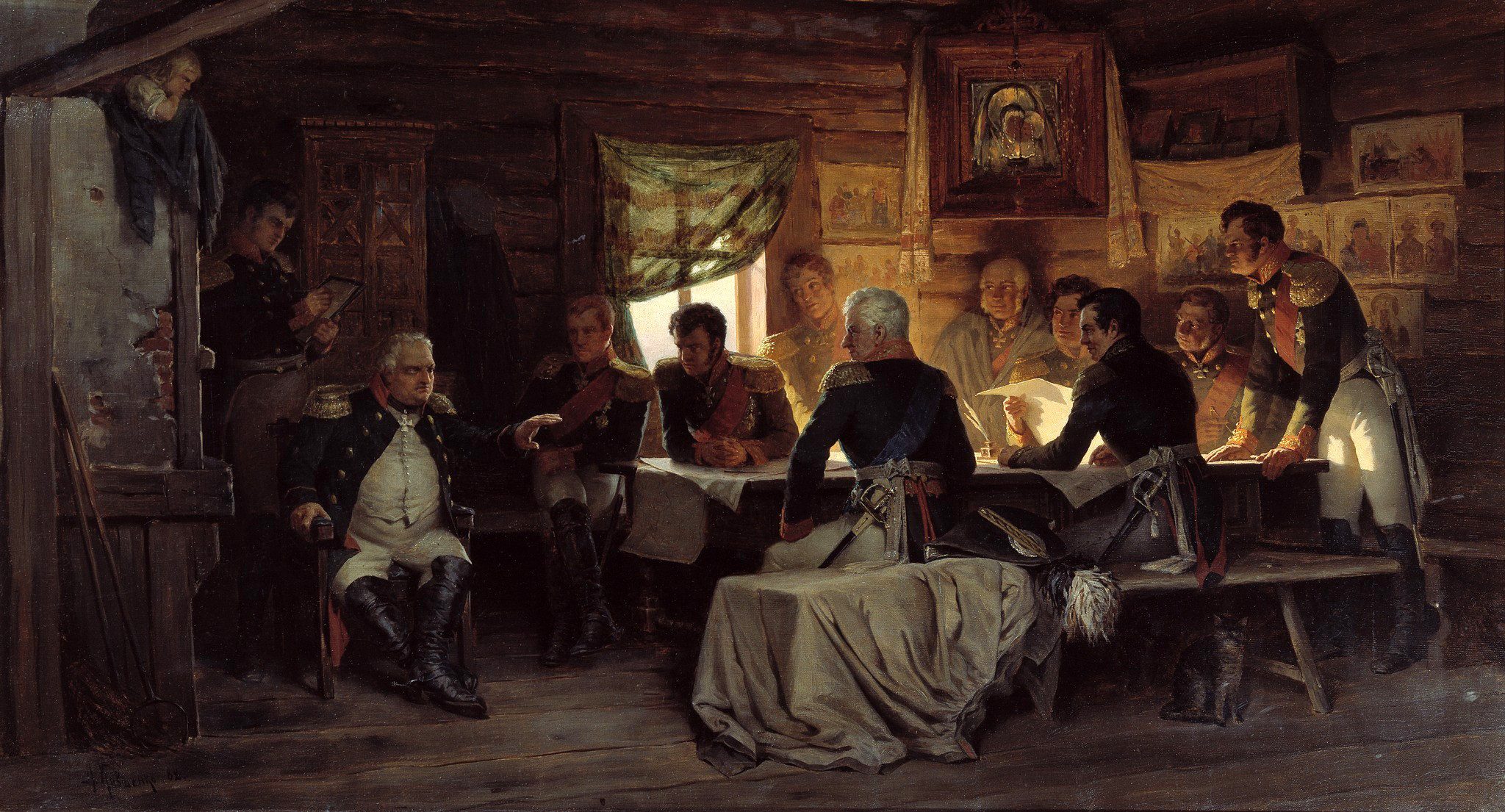
الکسی کیوشنکو. در شورای جنگ تصمیم می‌گیرد مسکو را به ناپلئون واگذار کند.

شورای جنگ (انگلیسی: Council of war) اصطلاحی در علوم نظامی است که جلسه‌ای را توصیف می‌کند که برای تصمیم‌گیری در مورد یک مسیر اقدام، معمولاً در بحبوحه جنگ، برگزار می‌شود. در شرایط عادی، تصمیمات توسط یک فرمانده گرفته می‌شود، به صورت اختیاری توسط افسران ستاد ابلاغ و هماهنگ می‌شود و سپس توسط افسران زیردست اجرا می‌شود. شوراهای جنگ معمولاً زمانی برگزار می‌شوند که باید در مورد مسائل بسیار مهم تصمیم‌گیری شود، باید با زیردستان به اجماع رسید، یا زمانی که فرمانده از موضع خود مطمئن نیست. شورای جنگ کلاسیک شامل بحث و سپس رأی‌گیری است که اغلب بدون حضور فرمانده ارشد برای تأثیرگذاری یا ارعاب زیردستان انجام می‌شود. سنت در چنین جلساتی این است که افسران به ترتیب معکوس ارشدیت خود رأی می‌دهند، و افسران جزء ابتدا رأی می‌دهند.
در کاربرد غیرنظامی، شورای جنگ می‌تواند هر جلسه مهمی، مانند جلسه تجاری، را توصیف کند که باید تحت فشار شرایط نامطلوب به تصمیمی برسد.
نوعی از شورای جنگ سنتی، جلسه‌ای است که در آن زیردستان رأی می‌دهند، اما نتایج صرفاً به عنوان مشورتی برای فرمانده کل در نظر گرفته می‌شود، که سپس تصمیم نهایی را می‌گیرد. چنین جلسه‌ای در ۲ ژوئیه ۱۸۶۳، در جریان نبرد گتیسبرگ برگزار شد که در آن سرلشکر جورج مید، فرمانده ارتش اتحادیه پوتوماک، فرماندهان و کارکنان سپاه خود را گرد هم آورد تا در مورد اینکه آیا باید از میدان نبرد عقب‌نشینی کنند یا اگر نه، آیا باید به ارتش ایالات مؤتلفه رابرت ای لی حمله کنند یا منتظر حمله او بمانند، بحث کنند. شواهد تاریخی نشان می‌دهد که مید قبلاً تصمیم گرفته بود که در موضع خود بماند و منتظر حمله لی باشد، که این حمله در ۳ ژوئیه رخ داد، حمله‌ای فاجعه‌بار که به حمله پیکت معروف است. اما مید با تشویق به بحث و رأی‌گیری دو ساعته، که منجر به نتیجه‌ای شد که او به دنبال آن بود، در کارکنان خود اجماع ایجاد کرد و اعتماد به نفس آنها را بهبود بخشید.